# 에드워드 헨리 해리먼
에드워드 헨리 해리먼(Edward Henry Harriman, 1848년 2월 20일~1909년 9월 9일)은 미국의 사업가로 윌리엄 애버렐 해리먼의 아버지였으며, 미국 철도 회사의 중역이었다.

## 생애
1848년 2월 20일, 성공회 목사 올랜도 해리먼과 코넬리아 닐슨의 차남으로 뉴욕의 헴스테드에서 태어났다. 형제로는 형 올랜도 해리먼 주니어가 한 명 있었다. 증조부 윌리엄 해리먼은 1795년에 잉글랜드에서 이주하여 무역과 상거래에 종사했다.
어릴 적 해리먼은 이후 해리먼 주립공원이 되는 로버트 파커 패럿 가문이 소유한 지역에 있는 그린우드 제철소에서 일을 하며, 여름을 보냈다. 14세에 학교를 중퇴하고 삼촌 올리버 해리먼이 근무하던 연줄을 의지하여 뉴욕 시 월스트리트에서 심부름하는 소년으로 일하기 시작한다. 22세 때 뉴욕 증권 거래소의 회원이 된다.
1879년, 해리먼은 뉴욕 오그덴스버그의 은행가 윌리엄 J. 애버렐의 딸 메리 윌리엄슨 애버렐과 결혼을 한다.
애버렐은 ‘오그덴스버그 앤 샹플레인 호수 철도 회사’(Ogdensburg and Lake Champlain Railroad Company) 사장도 맡고 있었으며, 해리먼은 그의 영향으로 철도에 관심을 가지게 된다. 1881년, 해리먼은 ‘온타리오 호수 남부 철도’(Lake Ontario Southern Railroad)를 인수하여 회사를 재건한 후 ‘펜실베이니아 철도’에 권리를 매각하여 막대한 이익을 얻었다.
1897년, 유니언 퍼시픽 철도의 집행 위원장에 취임하여 1898년 5월까지 재임했다. 또한 그즈음에 회사의 주도권을 확립했고, 죽을 때까지 회사에 영향력을 행사했다.
1899년, 알래스카 연안 동식물의 연구 채취를 시도하는 과학자를 후원하고 자사의 '조지 W. 엘더'호를 과학자들에게 제공했다.
1903년 사장에 취임했다. 또한 1901년에는 서던 퍼시픽 철도를 인수한 회사의 사장으로 취임했다. 해리먼은 유니언 퍼시픽 철도와 남부 태평양 철도를 통합하는 것을 목표로 삼았지만, 사후 1913년에 미국 대법원에 의해 경영권이 분리되어, 결국 통합이 실현된 것은 1996년이 되고 나서의 일이었다.
1909년 9월 9일 뉴욕 아덴의 자택에서 사망하여, 아덴에 있는 세인트 존스 교회에 묻혔다. 해리먼의 사망에 즈음하여 1899년 알래스카 조사에 참여한 존 뮤어는 “거의 모든 것에서 그는 칭찬해야 할만한 인물이었다”고 찬사를 보냈다

## 러일 전쟁
러일 전쟁 중에 제이콥 쉬프와 함께 일본의 전쟁 공채를 매입한 인물들 중 하나로 1,000만엔 정도의 채권을 맡았으며, 1905년 포츠머스 조약 체결 후 일본을 방문하여 1억 엔이라는 파격적인 재정 지원을 계속하면서, 남만주 철도의 공동 운영을 신청했다. 일본 측도 내키지 봉천 이남의 동청 철도의 미일 공동 경영을 규정한 가쓰라 해리먼 협정을 맺었지만, 고무라 주타로 외무 장관의 반대에 의해 파기된다.
2개월간의 일본 체재 중에 유술에 관심을 갖게 되었다. 해리먼은 유도가인 도미타 쓰네지로, 마에다 미쓰요와 6개의 유술, 선수 단체와 함께 귀국하였고, 2월 7일에는 컬럼비아 대학에서 공연을 열어 600명의 관객을 모았다.